# Edgerton (Wyoming)
Edgerton es un pueblo ubicado en el condado de Natrona en el estado estadounidense de Wyoming. En el año 2010 tenía una población de 195 habitantes y una densidad poblacional de 278.57 personas por km² .

## Geografía
Edgerton se encuentra ubicado en las coordenadas 43°24′50.79″N 106°14′51.9″O / 43.4141083, -106.247750. Según la Oficina del Censo, la localidad tiene un área total de 0,7 km² (0,3 mi²), de la cual 0,7 km² (0,3 mi²) es tierra y 0 km² (0 mi²) (0.0%) es agua.

### Localidades adyacentes
El siguiente diagrama muestra a las localidades en un radio de 68 kilómetros (42,3 mi) de Edgerton.

## Demografía
En el 2000 la renta per cápita promedia del hogar era de $28.750, y el ingreso promedio para una familia era de $33.750. El ingreso per cápita para la localidad era de $14.332. En 2000 los hombres tenían un ingreso per cápita de $24.583 contra $14.375 para las mujeres. Alrededor del 18.20% de la población estaba bajo el umbral de pobreza nacional.